# Wilhelm Döringer
Wilhelm „Willi“ Döringer (* 2. Januar 1862 in Oestrich; † 21. April 1926 in Düsseldorf) war ein deutscher Maler und Lithograf der Düsseldorfer Schule und Hochschullehrer an der Kunstakademie Düsseldorf.

## Leben
Willi Döringer machte zunächst eine einjährige Ausbildung als Lithograf. Ab 1878 studierte er an der Kunstakademie Düsseldorf. In den Jahren 1882 bis 1889 war er Meisterschüler von Eduard Gebhardt. In Düsseldorf war Döringer Mitglied des Künstlervereins Malkasten und der Freien Vereinigung Düsseldorfer Künstler.
Ab 1883 fertigte er Zeichnungen für den Dom zu Münster, zunächst mit Louis Feldmann, seit 1884 in Zusammenarbeit mit Bruno Ehrich, bis 1908 auch für zahlreiche weitere Kirchenausstattungen, etwa in der Pauluskirche Dessau (gemeinsam mit dem Kirchenmaler Otto Berg), in der Ringkirche Wiesbaden, in der Liebfrauenkirche Trier und im Schleswiger Dom. Bis 1912 verband ihn eine Zusammenarbeit mit dem Kirchenmaler Bernhard Gauer. 
1896 richtete er sich ein Atelier im Düsseldorfer Eiskellerberg ein. Ende 1900 erwarb er ein Haus in der Rosenstraße, welches auch der Maler Gerhard Janssen bezog. Das Haus Nr. 5 nebenan hatte sich der Professor für Literaturgeschichte Heinrich Kraeger gekauft.
Von 1908 bis 1926 war er Professor für kirchliche Kunst an der Düsseldorfer Akademie. Zu seinen Schülern zählten Barthel Gilles, Oswald Petersen, Paul Biesemann, Hanna Fonk und Otto von Wille. Döringer, der mit dem Kaufmann Josef Peiner (1867–1945) befreundet war, ermöglichte es dessen Sohn Werner Peiner 1918, für ein halbes Jahr an der Kunstakademie Düsseldorf zu hospitieren, bevor dieser sich ab 1919 zu einem regulären Studium dort einschrieb.

## Werke (Auswahl)

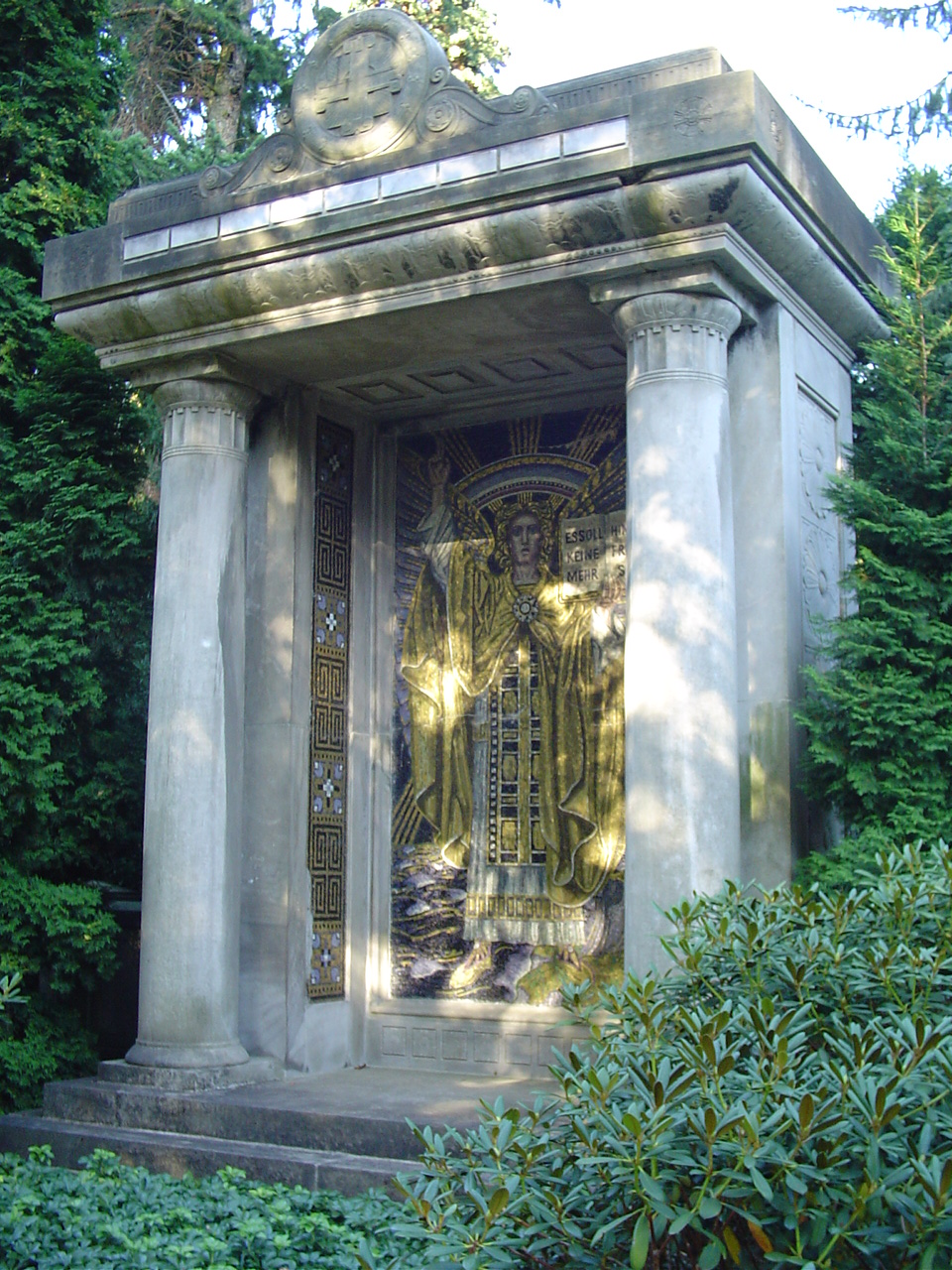
Mosaik im Tempelbau der Familie Hilden-Eyckeler auf dem Nordfriedhof Düsseldorf: Das orthodox anmutende Wandmosaik wurde in den Farben Gold, Weiß und Blau gefertigt. Das aufgeschlagene Buch in der Hand des Engels trägt den Text aus der Offenbarung 10,6: „Es soll hinfort keine Frist mehr sein“.

Döringers in naturalistischen Stil gehaltenen religiösen Historienbilder lassen Einflüsse der Düsseldorfer Spätnazarener erkennen, orientieren sich aber auch an den Werken seines Lehrers Gebhardt. Landschafts- und Porträtbilder zählen ebenfalls zum Œuvre Döringers.
- mit Bruno Ehrich: Kreuzweg im Collegium Albertinum Bonn, 1895–1901[6]
- mit Bruno Ehrich: Kreuzweg für St. Lambertus (Düsseldorf), bis 1901[7]
- Der Rhein, Ölgemälde (22,5 × 28,5 cm)
- Sommerliche Flusslandschaft mit musizierenden Damen, Ölgemälde (66 × 106 cm)
- Selig sind die da geistlich arm sind, Glasmalerei, Fenster unter der Empore, so wie alle weiteren in der Christuskirche zu Velbert[8]
- Der Herr ist mein Hirte, Aquarell (26,5 × 53 cm)
- Es soll hinfort keine Frist mehr sein, Wandmosaik des Grabmals der Familie Hilden-Eyckeler